# Curacautín
Curacautín – miasto w Chile, w regionie Araukania, w prowincji Malleco.